# Plectiscidea
Plectiscidea is een geslacht van insecten uit de orde vliesvleugeligen (Hymenoptera) en de familie Ichneumonidae.

## Soorten
- P. agitator (Forster, 1871)
- P. amicalis (Forster, 1871)
- P. bistriata (Thomson, 1888)
- P. blandita van Rossem, 1987
- P. brevicaudata (Strobl, 1901)
- P. canaliculata (Forster, 1871)
- P. capitosa (Roman, 1909)
- P. cinctula (Forster, 1871)
- P. collaris (Gravenhorst, 1829)
- P. communis (Forster, 1871)
- P. conjuncta (Forster, 1871)
- P. connexa (Forster, 1871)
- P. crassicornis (Forster, 1871)
- P. deterior (Forster, 1871)
- P. erythropyga (Forster, 1871)
- P. eurystigma (Thomson, 1888)
- P. foersteri van Rossem, 1987
- P. fraterna (Forster, 1871)
- P. fuscicornis (Forster, 1871)
- P. grossepunctata (Strobl, 1904)
- P. helvola (Forster, 1871)
- P. humeralis (Forster, 1871)
- P. hyperborea (Holmgren, 1869)
- P. indomita van Rossem, 1987
- P. integer (Forster, 1871)
- P. melanocera (Forster, 1871)
- P. mendica (Forster, 1871)
- P. mesoxantha (Forster, 1871)
- P. moerens (Forster, 1871)
- P. monticola (Forster, 1871)
- P. nava (Forster, 1871)
- P. nemorensis van Rossem, 1987
- P. obscura van Rossem, 1991
- P. parvula (Forster, 1871)
- P. peregrina (Ruthe, 1859)
- P. petiolifer (Strobl, 1904)
- P. posticata (Forster, 1871)
- P. procera (Forster, 1871)
- P. prognathor Aubert, 1968
- P. pseudoproxima (Strobl, 1904)
- P. quadrierosa (Strobl, 1904)
- P. spilota (Forster, 1871)
- P. spuria van Rossem, 1991
- P. subangulata (Forster, 1871)
- P. substantiva van Rossem, 1987
- P. subteres (Thomson, 1888)
- P. tener (Forster, 1871)
- P. tenuecincta (Strobl, 1904)
- P. tenuicornis (Forster, 1871)
- P. terebrator (Forster, 1871)
- P. undulata Dasch, 1992
- P. vagator (Forster, 1871)
- P. ventosa van Rossem, 1987